# Mohammed Tayeb Al Alawi
Mohammed Tayeb Al Alawi (13 de outubro de 1989) é um futebolista profissional bareinita que atua como atacante.

## Carreira
Mohammed Tayeb Al Alawi representou a Seleção Bareinita de Futebol na Copa da Ásia de 2015.